# Arvin Slagter
Arvin Slagter, född 19 september 1985, är en nederländsk basketspelare. 
Slagter deltog vid olympiska sommarspelen 2020 och var en del av Nederländernas lag som blev utslagna i kvartsfinalen i tremannabasket. Vid OS 2024 ingick han i det nederländska laget som tog guld.